# Nicolaus Pistoris

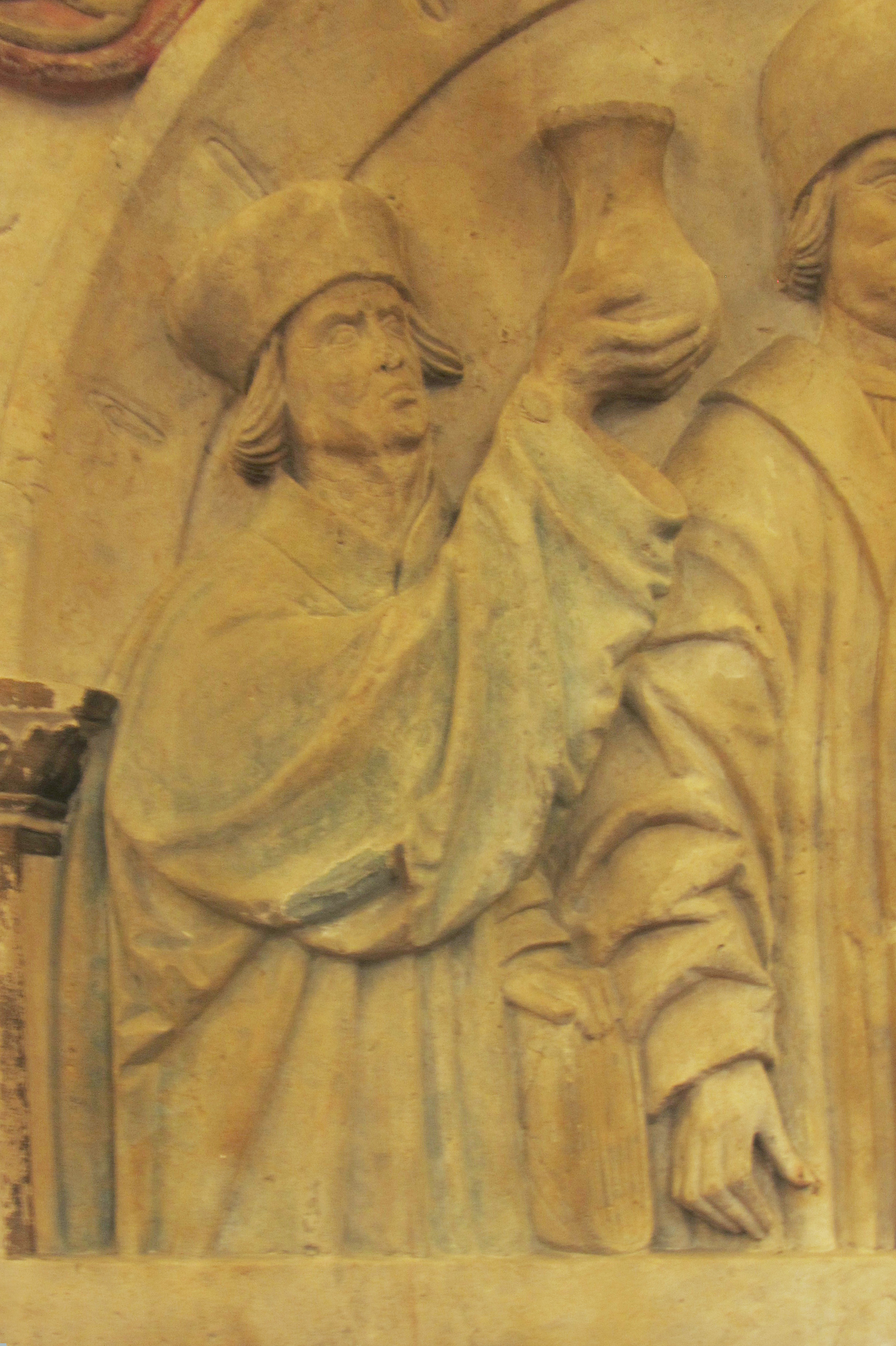
Nicolaus Pistoris, Detail vom Epitaph in der Leipziger Thomaskirche

Nicolaus Pistoris (* 1411 in Leipzig; † 5. Februar 1471 ebenda) war ein deutscher Mediziner und Leibarzt sowie Bürgermeister von Leipzig.

## Leben und Wirken
Nach seiner Schulzeit immatrikulierte Nicolaus Pistoris sich zunächst zum Wintersemester 1426 an der Universität Leipzig zum Studium der Medizin und erwarb 1429 den Baccalaureus. Im Jahre 1442 folgte ein Jurastudium, welches jedoch für ihn nicht die dominierende Rolle spielen sollte. Am 9. Juli 1448 promovierte er schließlich zum Dr. med. und erhielt nach seiner Habilitierung einige Zeit danach die Ernennung zum Ordinarius der medizinischen Fakultät der Universität Leipzig. Auch war er Arzt am Georgenhospital.
In den Jahren 1453 und 1457 wurde er in Leipzig zum Ratsherrn gewählt sowie einige Zeit später zum Rat des Kurfürsten Ernst von Sachsen und dessen Bruders, dem Herzog Albrecht von Sachsen ernannt. Beiden diente er wohl vorrangig als Leibarzt, aber sicherlich auf Grund seiner juristischen Fähigkeiten auch als Berater. Trotz all dieser Belastungen wurde er in den Jahren 1467 vom Rat der Stadt zusätzlich zum Bürgermeister von Leipzig gewählt und trat gemäß dem Leipziger Dreijahreswechsel 1470 nochmals das Amt an. Zudem ist er als Schöffe 1460 als auch zwischen 1463 und 1471 belegt.

## Familie
Nicolaus Pistoris, dessen Vorfahren väterlicherseits aus Borna bei Leipzig abstammten und  ursprünglich Begker/Becker hießen, war verheiratet mit Catharina Wolkenstein (1423–1481) und hatte mit ihr mindestens zwei Kinder, darunter Simon Pistoris der Ältere, der in die Fußstapfen seines Vaters trat und ebenfalls Mediziner, Universitätsprofessor und Leibarzt wurde. Nicolaus Pistoris war zu seiner Zeit ein hochgeschätzter Mann und mit ihm begann über viele Generationen hinweg der wissenschaftliche Ruhm der Leipziger Gelehrtenfamilie Pistoris, die im Jahre 1521 auch in den Reichsadelstand erhoben wurde.